# 貝爾貝什蒂
44°59′17″N 23°52′06″E / 44.988183°N 23.868220°E
貝爾貝什蒂（羅馬尼亞語：Berbești），是羅馬尼亞的城鎮，位於該國南部，由沃爾恰縣負責管轄，面積54平方公里，海拔高度350米，2011年人口4,836，人口密度每平方公里89人。